# 莱茵兰-普法尔茨
莱茵兰-普法尔茨（德語：Rheinland-Pfalz，德語發音：[ˈʁaɪ̯nlant ˈp͡falt͡s] ⓘ）是德意志联邦共和国的一个州，位于德国西南部莱茵河中游．全境由19世紀的黑森大公國萊茵領地及巴伐利亞王國普法尔茨領地共同組成，首府美因茨。该州与卢森堡、法国接壤。

## 行政区划

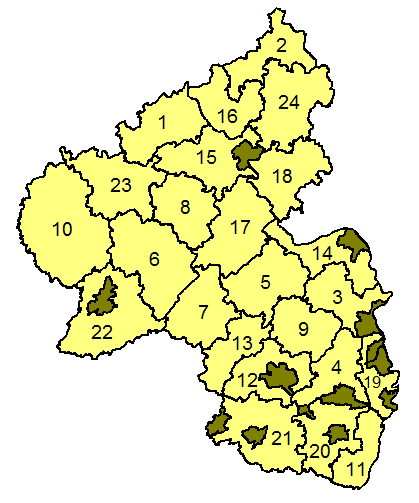
莱茵-普法尔茨州的行政区劃

非县辖城市：
1. 弗兰肯塔尔市
2. 凱撒斯勞滕市
3. 科布倫茨市
4. 兰道市
5. 路德维希港市
6. 美因茨市
7. 魏恩施特拉瑟地区诺伊施塔特市
8. 皮尔马森斯市
9. 施派尔市
10. 特里尔市
11. 沃尔姆斯市
12. 茨韦布吕肯市

县：
1. 阿尔韦勒县
2. 阿尔滕基兴县
3. 阿尔蔡-沃尔姆斯县
4. 巴特迪克海姆县
5. 巴特克罗伊茨纳赫县
6. 贝恩卡斯特尔-维特利希县
7. 比肯费尔德县
8. 科赫姆-采尔县
9. 唐纳山县
10. 比特堡-普吕姆-艾费尔山县
11. 盖默斯海姆县
12. 凯撒斯劳滕县
13. 库瑟尔县
14. 美因茨-宾根县
15. 迈恩-科布伦茨县
16. 新维德县
17. 莱茵-洪斯吕克县
18. 莱茵-兰县
19. 莱茵-普法尔茨县
20. 南魏恩施特拉瑟县
21. 西南普法尔茨县
22. 特里尔-萨尔堡县
23. 艾费尔火山县
24. 韦斯特林山县

## 政治

### 州议会及其选举
- 德国社会民主党（SPD）42
- 德国基督教民主联盟（CDU）41
- 联盟90/绿党（Grune）18

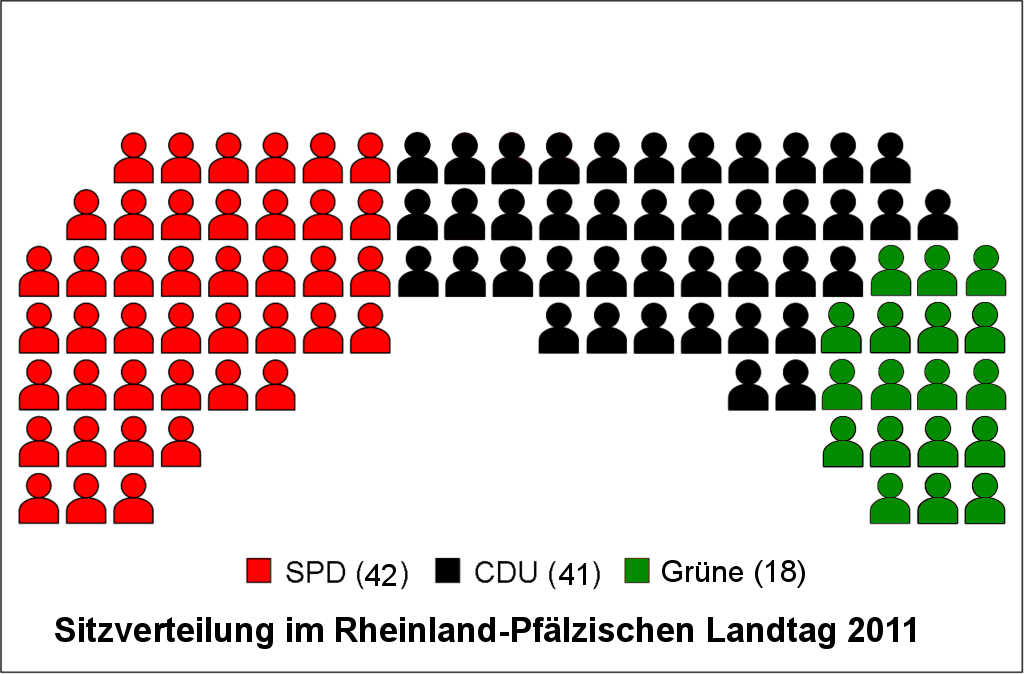

2006年3月的选举有着10议席的自由民主党(FDP)在2011年的选举丢失全部议席，而绿党获得了18议席。因此，社会民主党和绿党建立了联立政权。社民党前任主席库特·贝克出任州长。